# Borgo (Frankrijk)
Borgo (Corsicaans: U Borgu) is een gemeente in het Franse departement Haute-Corse (regio Corsica). De gemeente telde 10.102 inwoners op 1 januari 2022. De plaats maakt deel uit van het arrondissement Bastia.
Het grootste deel van de bevolking woont niet in het historisch centrum, maar in de kustvlakte langs de autoweg RN193 (Revinco) en op het Lido de la Marana. Het administratief centrum van de gemeente bevindt zich ook in Revinco.
De gemeente telt verschillende onderwijsinstellingen en een gevangenis.

## Geschiedenis
De vruchtbare kustvlakte werd al in de Oudheid bewerkt. Het dorp Borgo werd gebouwd op een rotspunt boven de kustvlakte uit defensieve overwegingen.

## Geografie
De oppervlakte van Borgo bedroeg op 1 januari 2022 37,78 vierkante kilometer; de bevolkingsdichtheid was toen 267,4 inwoners per km².
Het westelijk deel van de gemeente bestaat uit het Stella-bergmassief. Het historisch dorp ligt op een hoogte van 350 m. Meer oostelijk begint de kustvlakte. Achter de kustlijn liggen het lagunemeer Étang de Biguglia (1450 ha) met daarin het eiland Île San Damiano en de schoorwal Lido de la Marana.
In het noorden stroomt de beek Figareto. In het zuiden stroomt de beek Mormorana.
De onderstaande kaart toont de ligging van Borgo met de belangrijkste infrastructuur en aangrenzende gemeenten.

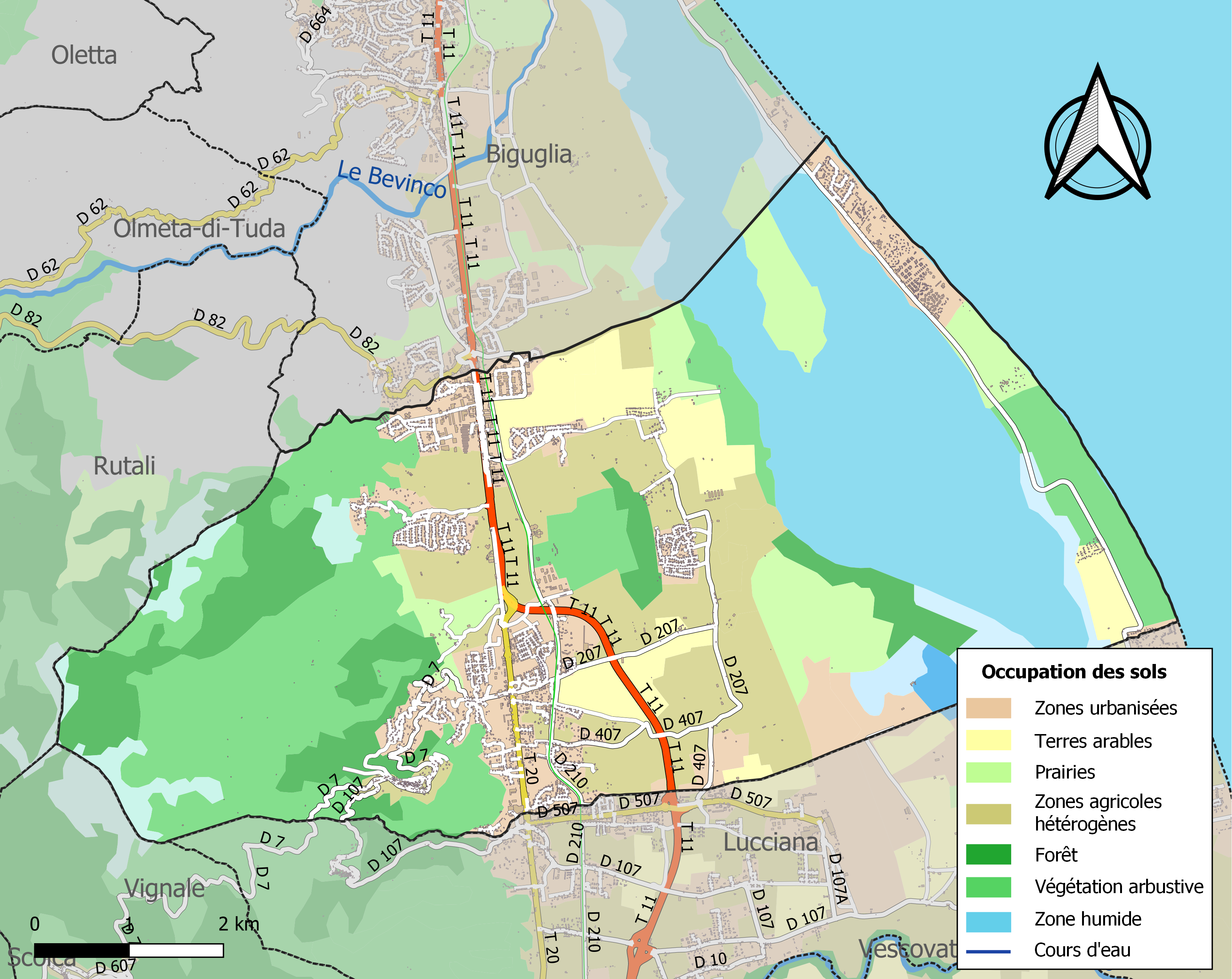

## Demografie
Onderstaande figuur toont het verloop van het inwonertal (bron: INSEE-tellingen).

Vanwege een beveiligingsprobleem met de MediaWiki Graph-software is het momenteel niet mogelijk deze grafiek weer te geven. Zodra de software is bijgewerkt zal de grafiek vanzelf weer zichtbaar worden.

## Bezienswaardigheden
- Église de l’Annonciation (17e eeuw)
- Dian’Arte Museum, gewijd aan de kunstenaar Gabriel Diana